# Semimartingala
Una semimartingala es un tipo de proceso estocástico que aparece frecuentemente en integración estocástica, más específicamente un proceso estocástico {\displaystyle X} es una semimartingala si puede descomponerse como suma de una martingala local y un proceso adaptado y de variación finita.
La clase de todas las martingalas definidas sobre un espacio de probabilidad, en el que se ha definido una filtración de σ-álgebras. Además las semimartingalas son "buenos integradores" y forman la mayor clase posible de procesos estocásticos respecto a las cuales se puede definir la integral de Itō y la integral de Stratonovich.

## Definición

### Definición previa
Un proceso {\displaystyle X} es una semimartingala total si {\displaystyle X} es un proceso de tipo càdlàg, adaptado y tal que {\displaystyle I_{X}:\mathbf {S} \to L^{0}} es continuo.
Recúerdese que para un proceso estocástico {\displaystyle X} y un tiempo de parada {\displaystyle t}, la notación {\displaystyle X^{t}} denota al proceso {\displaystyle (X_{t\land T})_{t\geq 0}} (donde {\displaystyle s\land t:=\min(s,t)}, con esa notación se define el concepto general de semimartingala:

### Definición
Un proceso {\displaystyle X} se denomina semimartingala si, para cada {\displaystyle t\in [0,\infty )} el proceso {\displaystyle X^{t}} es una semimartingala total.
Una definición alternativa es la siguiente:
Un proceso estocástico definido sobre la filtración {\displaystyle (\Omega ,{\mathcal {F}},({\mathcal {F}}_{t})_{t\geq 0},\operatorname {P} )} se denomina semimartingala si puede descomponerse en la forma:
{\displaystyle X_{t}=M_{t}+A_{t}} donde {\displaystyle M} es una maritingala local y {\displaystyle A} es un proceso adaptado de tipo càdlàg que localmente es de variación acotada.
Un proceso estocástico con valores en {\displaystyle \mathbb {R} ^{n}} es una semimartingala si cada una de sus componentes {\displaystyle X=(X^{1},\dots ,X^{n})} es una semimartignala.

## Ejemplos
- El proceso de Wiener (o movimiento browniano) es una semimartingala.
- Un proceso estocástico adaptado con caminos de tipo càdlag de variación finita sobre compactos es una semimartingala.
- Toda martingala de cuadrado integrable con caminos de tipo càdlàg es una semimartingala.
- Toda martingala local de tipo càdlàg y localmente de cuadradro integrable es una semimartingala.
- Una martingala local con caminos continuos es una semimartingala.
- Un proceso estocástico adaptado de tipo càdlàg Xt y descomponible como suma {\displaystyle X_{t}=X_{0}+M_{t}+A_{t}}, donde A0 = M0 = 0, donde M es localmente de cuadrado integrable, A es de tipo càdlàg, adaptado y con caminos de variación finita sobre compactos, es una semimartingala.

## Semimartingalas e integración
Sea X un proceso estocástico para el cual se define un operador integral IX asociado a X. Para que dicho operador pueda ser entendido como una "integral" debería cumplir algunos requisitos razonables: debe ser lineal y debería satisfacer cierta versión del teorema de la convergencia acotada. Una forma débil de esta convergencia acotada es que la convergencia uniforme de procesos de una sucesión de procesos Hn a H implique solamente la convergencia en probabilidad de IX(Hn) a IX(H).
A partir de las consideraciones anteriores, dado un proceso X se define una aplicación lineal {\displaystyle I_{X}:\mathbf {S} \to L^{0}(\Omega )} definida por:
{\displaystyle I_{X}(H)=H_{0}X_{0}+\sum _{i=1}^{n}H_{i}(X_{T_{i+1}}-X_{T_{i}})}
donde {\displaystyle \mathbf {S} } denota el espacio de todos los procesos estocásticos simples y predictibles sobre el espacio de probabilidad considerado (con la topología adecuadada sobre {\displaystyle \mathbf {S} }). En la ecuación anterior el integrando {\displaystyle H\in \mathbf {S} } es un proceso estocástico que admitiría la representación:
{\displaystyle H_{t}=H_{0}1_{\{0\}}+\sum _{i=1}^{n}H_{i}\ 1_{(T_{i},T_{i+1}]}}
donde:
{\displaystyle 1_{A}(\cdot )} es la función característica del conjunto {\displaystyle A} que vale 1 si el argumento de la función pertenece a A y 0 en caso contrario.

## Propiedades
Esta sección recoge algunos teoremas que aclaran el concepto de semimartingala definida sobre un espacio de probabilidad {\displaystyle (\Omega ,{\mathcal {A}},P)}.

### Estabilidad
Si Q es una medida de probabilidad y es absolutamente continua respecto a P, entonces toda P-semimartingala X es una Q-semimartingala.
Esta última propiedad se sigue del hecho de que la convergencia en probabilidad respecto a P implica la convergencia respecto a Q, por ser absolutamente continua esta probabilidad respecto de la otra. Otro resultado interesante es el siguiente:
Sea {\displaystyle (P_{k})_{k\geq 1}} una sucesión de medidas de probabilidad tales que X es una {\displaystyle (P_{k})-}semimartingala para cada k. Sea {\displaystyle R=\sum _{k=1}^{\infty }\lambda _{k}P_{k}}, donde {\displaystyle \lambda _{k}\geq 0}, y además {\displaystyle \sum _{k=1}^{\infty }\lambda _{k}=1}. Entonces X es una semimartingala con respecto a R también.